# Жёлтый глаз тигра
«Жёлтый глаз ти́гра» (другое название — «Янта́рь») — российский остросюжетный криминально-драматический телесериал режиссёра Марка Горобца, снятый в 2018 году студией «Профит».
Повествует о развитии янтарного бизнеса в постсоветской России и основан на реальных исторических событиях, происходивших в «лихие 90-е» в Калининграде.
Премьерный показ многосерийного фильма состоялся с 19 ноября по 6 декабря 2018 года на «Первом канале».

## Сюжет
1988 год, Калининград. Страна переживает переломный исторический момент — «перестройку». Прежние общечеловеческие и духовные ценности подменяются новыми идеалами, и даже «понятиями». На первый план выходят шальные деньги и криминал. Перед предприимчивыми людьми открываются «новые возможности».
Четверо одноклассников и лучших друзей — Серёжа Звягинцев (Павел Прилучный), Миша Бойко (Роман Курцын), Гриша Васильев (Максим Костромыкин) и Костя Левшин (Иван Ивашкин) — отмечают школьный выпускной вечер на Куршской косе и делятся планами на будущее, мечтая связать свою жизнь с добычей и продажей янтаря, которым богаты родные места.
По окончании калининградской средней школы Сергей Звягинцев, влюблённый в свою одноклассницу Машу Королёву (Карина Андоленко), отправляется поступать в МГУ. Перед его отъездом в Москву Серёжа и Маша обещают друг другу всегда быть вместе, несмотря ни на что. Но жизнь, как это часто бывает, вносит свои неожиданные коррективы…
Оставшись в Калининграде, Маша устраивается на работу на завод «Янтарь», вскоре после чего оказывается втянута в преступную схему по нелегальному сбыту янтаря.
Во время вступительных экзаменов в Москве Сергей знакомится с Таней Ходоровой (Агния Кузнецова). После проведённой с Сергеем ночи она незамедлительно сообщает об этом его любимой девушке Маше, тем самым разорвав отношения влюблённых. Вскоре Сергей женится на Тане, и у них рождается сын. Молодые супруги всячески поддерживают образ счастливой семьи.
Карьера Сергея Звягинцева в столице складывается удачно. Он получает предложение работать в органах госбезопасности и даёт своё согласие. Отец, полковник КГБ СССР Михаил Гаврилович Звягинцев (Сергей Пускепалис), одобряет выбор сына.
В это время судьбы закадычных друзей Сергея в родном городе складываются трагически. После распада СССР Михаил Бойко («Куплет») и Григорий Васильев («Василёк») начинают работать на местных криминальных «авторитетов», зарабатывая на жизнь незаконной добычей и торговлей янтарём. Этот преступный бизнес превращает бывших юных мечтателей в алчных хладнокровных дельцов, не гнушающихся даже воровством и убийствами.
В 2003 году, спустя пятнадцать лет, сотрудник ФСБ РФ Сергей Звягинцев возвращается в родной Калининград со специальным заданием — разоблачить преступную сеть, частью которой являются его друзья юности, и остановить в Калининградской области «янтарный беспредел», негласно возглавляемый местным «вором в законе» Валерием Конецким по прозвищу «Конь» (Виталий Кищенко)…

## В ролях
| Актёр                  | Роль |
| ---------------------- | --- |
| Павел Прилучный        | Сергей Михайлович Звягинцев подполковник ФСБ |
| Карина Андоленко       | Мария Петровна Королёва первая любовь Сергея Звягинцева, сотрудница калининградского завода «Янтарь», жена Михаила Бойко «Куплета»                    |
| Роман Курцын           | Михаил Евгеньевич Бойко («Куплет») школьный друг Сергея Звягинцева, местный криминальный авторитет                                                    |
| Максим Костромыкин     | Григорий Петрович Васильев («Василёк») школьный друг Сергея Звягинцева, бывший спортивный гимнаст, чёрный копатель янтаря                             |
| Виталий Кищенко        | Валерий Павлович Конецкий («Конь») местный «вор в законе», негласный «хозяин» Калининграда                                                            |
| Екатерина Буйлова      | Ольга Валерьевна Мухина невеста / жена Григория Васильева «Василька»                                                                                  |
| Иван Ивашкин           | Константин Иосифович Левшин школьный друг Сергея Звягинцева, выпускник Московского художественного института имени В. И. Сурикова, известный художник |
| Мария Шерстобитова     | Маргарита Мещерякова |
| Светлана Степанковская | Светлана Бубнова |
| Агния Кузнецова        | Татьяна Ивановна Ходорова жена Сергея Звягинцева, дочь московского профессора                                                                         |
| Екатерина Шпица        | Елена Валентиновна Дубосекина художник, невеста / жена Константина Левшина                                                                            |
| Сергей Пускепалис      | Михаил Гаврилович Звягинцев полковник КГБ СССР, отец Сергея Звягинцева, муж Анны Звягинцевой                                                          |
| Евгения Добровольская  | Анна Николаевна Звягинцева мать Сергея Звягинцева, жена Михаила Гавриловича Звягинцева                                                                |
| Евгений Мундум         | «Ханыга» бандит, «правая рука» калининградского «вора в законе» Валерия Павловича Конецкого «Коня»                                                    |
| Борис Каморзин         | Валентин Филиппович Дубосекин чиновник, отец Лены Дубосекиной                                                                                         |
| Лариса Шахворостова    | Эля Дубосекина мать Лены Дубосекиной |
| Раиса Рязанова         | Галина домработница Ходоровых |
| Михаил Тарабукин       | Иван Пыльев чёрный копатель янтаря |
| Александр Пашутин      | Коробейников старый копатель |
| Тагир Рахимов          | Таир Салахович Балахов |
| Мария Скорницкая       | Нина Петровна Королёва сестра Марии Королёвой |
| Александр Никольский   | Фёдор Петрович Филиппенко директор завода «Янтарь» |
| Александр Миронов      | Михаил Иванович заместитель директора завода «Янтарь»                                                                                                 |
| Владимир Виноградов    | Леонид Георгиевич Бойко ювелир, дядя «Куплета» |
| Анатолий Горячев       | Геннадий Васильевич Мартьянов генерал ФСБ, начальник Сергея Звягинцева                                                                                |
| Сергей Легостаев       | «Дуремар» помощник «Куплета» |
| Максим Коновалов       | «Гора» помощник «Василька» |
| Олег Каменщиков        | Михаил руководитель охраны «Коня» |
| Владимир Стержаков     | министр |
| Сергей Сипливый        | «Старик» «вор в законе» |
| Алексей Шемес          | «Худой» «вор в законе» |
| Адам Булгучев          | «Батоно» «вор в законе» |
| Юрий Ваксман           | «Бекон» «вор в законе» |
| Илья Любимов           | Илья Ильич Куракин мастер |
| Анна Чурина            | Жанна Куракина жена Ильи Куракина |
| Екатерина Кудринская   | Любовь Пыльева жена Ивана Пыльева |
| Эвклид Кюрдзидис       | Харалампус Костатиди знаменитый коллекционер из Европы                                                                                                |
| Юрий Назаров           | Николай Иванович Сырихин директор школы, преподаватель немецкого языка (в титрах — Николай Петрович)                                                  |
| Александра Скачкова    | Евгения Павловна мать Марии и Нины Королёвых |
| Наталья Батрак         | Вера Михайловна мать Кости Левшина |
| Луиза Мосендз          | Людмила Григорьевна Берлинская мать Тани Ходоровой |
| Святослав Насташевский | Григорий Михайлович Берлинский дядя Тани Ходоровой |
| Сергей Кагаков         | Иван Ходоров московский профессор, отец Тани Ходоровой                                                                                                |
| Сергей Друзьяк         | Вадим Николаевич Спиридонов следователь милиции |
| Михаил Волков          | Тимофей Кишманов «Кеша» помощник Спиридонова |
| Игорь Филиппов         | старпом |
| Александр Лымарев      | Тимофей сотрудник ФСБ |
| Сергей Бурлаченко      | Николай сотрудник ФСБ |
| Никита Абдулов         | Геннадий сотрудник ФСБ |
| Максим Глотов          | Василий опер под прикрытием таможенника |
| Александр Яцко         | адвокат «Коня» |
| Сергей Белов           | стилист |
| Александр Голубков     | Валерий бандит |
| Владимир Чуприков      | Марек Кмешинский поляк, аукционист |
| Александр Андриенко    | Иванов начальник ГИБДД области |
| Андрей Бажин           | Евгений Николаевич |
| Игорь Штернберг        | Валентин Иванович Пикулев |
| Сергей Холмогоров      | психиатр, лечащий врач Маргариты Мещеряковой |
| Алёна Мансурова        | няня Вари Бойко |
| Алла Горобец           | Варя Бойко дочь Марии Королёвой и Сергея Звягинцева                                                                                                   |
| Арсений Васильевых     | Ваня Звягинцев младший сын Сергея Звягинцева (в титрах — Миша)                                                                                        |
| Александр Трачевский   | Миша Звягинцев старший сын Сергея Звягинцева (в титрах — Иван)                                                                                        |
| Андрей Гусев           | эпизод |
| Константин Желдин      | академик Веремеев (нет в титрах) |

## Создание
Идея создания телесериала зародилась в 2015 году на Калининградском янтарном комбинате. Сотрудники комбината также принимали участие в подготовке сценария, содействовали съёмочной группе в налаживании контактов с местными янтарщиками, предоставили янтарь для съёмок.
Съёмки проходили в Калининграде, часть из них — на территории предприятия, на Куршской косе и в Музее янтаря.
Кроме того, фильм снимался в Москве, Санкт-Петербурге, Ярославле и Гданьске (Польша).